# Gabriella Ghermandi
Gabriella Ghermandi (Adís Abeba, 1965) es una escritora e intérprete italo-etíope. La escritura de Ghermandi se centra en la intersección de la identidad africana (específicamente etíope) e italiana.

## Biografía
Ghermandi nació en Adís Abeba de padre italiano de Bolonia y madre italo-etíope. La madre de Ghermandi nació de un oficial militar italiano y una madre eritrea que fueron separados debido a las políticas raciales de la entonces colonia del África Oriental italiana controlada por los fascistas. Finalmente la abuela de Ghermandi pudo casarse con otro italiano y tener hijos tras el fin del gobierno fascista. Ghermandi afirma que fue criada como "blanca" por su madre, afirmando que su madre se había enfrentado la exclusión de la comunidad etíope cuando estaba siendo criada en un convento italiano debido a su condición de mestiza Tras la muerte de su padre, Ghermandi se mudó a Bolonia a la edad de 14 años. En su adolescencia en Bolonia, Ghermandi sentía nostalgia y añoranza por su comunidad en Etiopía.

## Carrera profesional
Ghermandi ganó reconocimiento en 1999, al ganar el Premio Literario Elks & Tra para escritores migrantes a través de la editorial Fara Editore. Luego ganó el tercer lugar dos veces más en 2001 y 2003 en el mismo concurso. En 2003, Ghermandi fue una de las fundadoras de la revista literaria virtual El Ghibli. La primera novela de Ghermandi, Regina di fiori e di perle (Reina de flores y perlas) fue publicada por Donzelli Editore en 2007. En 2015 se publicó una traducción al inglés que obtuvo críticas positivas.
En 2010, Ghermandi inició el Proyecto Atse Tewodros, un proyecto musical que lleva el nombre de Atse Tewodros II, el primer emperador etíope que no es de ascendencia real. El primer CD del proyecto fue originalmente autoeditado en 2013 y luego fue lanzado por el sello ARC Music en 2016, titulado Ethiopia - Celebrating Emperor Tewodros II. Desde 2018, Ghermandi ha estado trabajando en otro proyecto titulado Maqeda, llamado así por el nombre etíope de la Reina de Saba, que se centra en la feminidad en la mitología etíope.

## Obras

### Escritura
- Il telefono del quartiere (1999)
- Quel certo temperamento focoso (2001)
- Regina di fiori y di perle (2007. Donzelli Editore)[11]
  - Reina de flores y perlas (traducción al inglés de Giovanna Bellesia-Contuzzi y Victoria Offredi Poletto; 2015. Indiana University Press)[7]

### Música
- Etiopía - Celebrando al emperador Tewodros II (2016. ARC Music)[12]